# Осциллистор
Осцилли́стор — полупроводниковый прибор, состоящий из полупроводникового образца, через который протекает электрический ток, помещённого в продольное электрическому току магнитное поле и сопротивления нагрузки, включённых последовательно с источником постоянного напряжения.

## История
Впервые название «осциллистор» дано Ларраби и Стилом в работе «Осциллистор — новый тип полупроводникового осциллятора».
Название связано с тем, что этот полупроводниковый прибор генерирует высокочастотные электрические колебания, по форме близкие к синусоидальным. В основе работы прибора лежит явление винтовой неустойчивости электронно-дырочной плазмы. Это явление в полупроводниках было открыто Ю. Л. Ивановым и С. М. Рывкиным в 1957 г., которые проводили опыты с образцом, изготовленным из германия в виде стержня с сечением 1,5×1.5 мм и длиной 8 мм с омическими контактами на торцах. Вид вольт-амперных характеристик незначительно отличался от линейного. При комнатной температуре через образцы пропускался постоянный ток. Колебания тока регистрировались в виде колебаний напряжения на резисторе, включенном последовательно с образцом. Возникновение колебаний имело пороговый характер: при заданном магнитном поле В колебания возникали только при определённом токе через образец, а при заданном токе — лишь начиная с определённого минимального значения {\displaystyle B_{min}\approx 1} Тл.

## Принципы работы
При достаточно строгой параллельности вектора магнитной индукции направлению протекающего тока колебания были близки к синусоидальной форме и имели частоту 10—15 кГц. При отклонении от этой параллельности на угол 10° колебания сильно искажались по форме и уменьшались по амплитуде. Снижение температуры образцов увеличивало амплитуду и частоту колебаний, а их интенсивное освещение приводило к срыву колебаний. Травление поверхности образцов в перекиси водорода способствовало возникновению колебаний.
Увеличение тока выше порогового значения, при заданном магнитном поле увеличивало амплитуду и частоту колебаний. Аналогично, увеличение магнитного поля выше Bmin при заданном токе также увеличивало амплитуду и частоту колебаний, но слабее, чем при изменении постоянного тока через образец.
Таким образом, характер колебаний зависел от целого ряда факторов. Однако во всех случаях увеличение или уменьшение амплитуды колебаний, связанное с любым из условий опыта, приводило соответственно к увеличению или уменьшению их частоты.
Колебания тока в условиях, аналогичных описанным в работе, наблюдались позже в антимониде индия в режиме инжекции и в режиме ударной ионизации.
Значительный объём работ по винтовой неустойчивости плазмы (ВН) в полупроводниках, опубликованных до начала 1990-х годов, в основной своей доле посвящён закономерностям развития ВН в германиевых образцах. Кремний, являющийся базовым материалом современной электроники, выгодно отличается от германия в практическом плане. Параметры поверхности кремния более стабильны во времени за счет естественного наращивания окисла {\displaystyle {\ce {SiO_{x}}}} {{{1}}} кроме того, разработаны надежные методы искусственной защиты поверхности кремниевых структур. Именно благодаря нестабильности свойств поверхности германия, приборы на основе ВН в германии имели нестабильные во времени параметры. Благодаря более широкой запрещенной зоне рабочая температура кремниевых диодов выше, чем германиевых. Определённые практические выгоды, ожидающиеся от кремниевых приборов с винтовой неустойчивостью, делают актуальными исследования винтовой неустойчивости в кремнии.
Для практического применения необходимы кремниевые структуры в форме стержней, имеющие минимальное расстояние dz между торцевыми инжектирующими контактами. Чем меньше dz, тем меньше магнитный зазор в системе малогабаритных постоянных магнитов, в который помещается полупроводниковая структура, тем больше значение индукции и тем шире температурный диапазон работы осциллисторного прибора и выше значения частоты и амплитуды осциллисторной генерации при заданном напряжении на осциллисторе.
Детальное исследование кремниевых осциллисторов с набором различных длин в широком интервале температур от 77 К до 370 К и в широком интервале магнитных полей от 0 до 3,5 Тл впервые проведено в цикле экспериментальных исследований П. Н. Дробота, выполненных в Томском государственном университете под общим руководством и при научном обсуждении профессора В. И. Гамана.